# Anina (Caraș-Severin)
Anina is een stad (oraș) in het Roemeense district Caraș-Severin. De stad telt 9238 inwoners (2005).